# 산티냐시오 성당 (로마)
캄포 마르초의 로욜라의 성 이냐시오 성당(라틴어: S. Ignatius a Loyola in Campo Martio, 이탈리아어: Chiesa di Sant'Ignazio di Loyola a Campo Marzio)은 이탈리아 로마에 있는 로마 가톨릭교회의 성당이다. 추기경에게 할당되는 로마의 명의본당 가운데 하나로서 수호성인은 예수회의 설립자인 로욜라의 성 이냐시오이다. 1626년~1650년에 걸쳐 바로크 양식으로 지어진 이 성당은 본래 로마 대학교 담당 사제의 본당으로 기능하였다. 1584년 로마 대학교가 새로 더 큰 건물로 이전하고 대학교 명칭도 교황청립 그레고리오 대학교로 바꾸었다.